# Amastigia benemunita
Amastigia benemunita är en mossdjursart som först beskrevs av Busk 1884.  Amastigia benemunita ingår i släktet Amastigia och familjen Candidae. Inga underarter finns listade i Catalogue of Life.